# Calviria sublittoralis
Calviria sublittoralis är en plattmaskart som beskrevs av Martens och Curini-Galletti 1997. Calviria sublittoralis ingår i släktet Calviria och familjen Archimonocelididae. Inga underarter finns listade i Catalogue of Life.